# Усчан
Усча́н (рос. Усчан) — селище у складі Охотського району Хабаровського краю, Росія. Входить до складу Інського сільського поселення.

## Населення
Населення — 58 осіб (2010; 106 у 2002).
Національний склад (станом на 2002 рік):
- евени — 97 %